# Дивне кіно
«Дивне кіно» (пол. Inny film) — фільм відзнятий режисером Бригідою Фроштенгою-Кмецик. Фільм — учасник міжнародного кінофестивалю Docudays UA.

### Сюжет
Історія про людей із фізичними вадами, їхню чутливість, пошук власної ролі в житті й підлаштовування під чужі ролі. Натхненням для цієї роботи стали творчі майстерні з «фільмотерапії» для людей з особливими потребами, які проводив Кіноклуб у Ґливицях. Камера працює як фільтр, крізь який людям з особливими потребами простіше показати й зрозуміти свої емоції, подолати обмеження, переконатися у власній повноцінності й стати впевненішими в собі. Учасники разом живуть у світі, який нам годі й уявити. Ключем до цього світу є уява, а перепусткою — чуйність.